# الیز لاوریک
الیز لاوریک (انگلیسی: Elise Laverick؛ زادهٔ ۲۷ ژوئیهٔ ۱۹۷۵) قایقران روئینگ اهل بریتانیا است.